# Paolo de San Leocadio

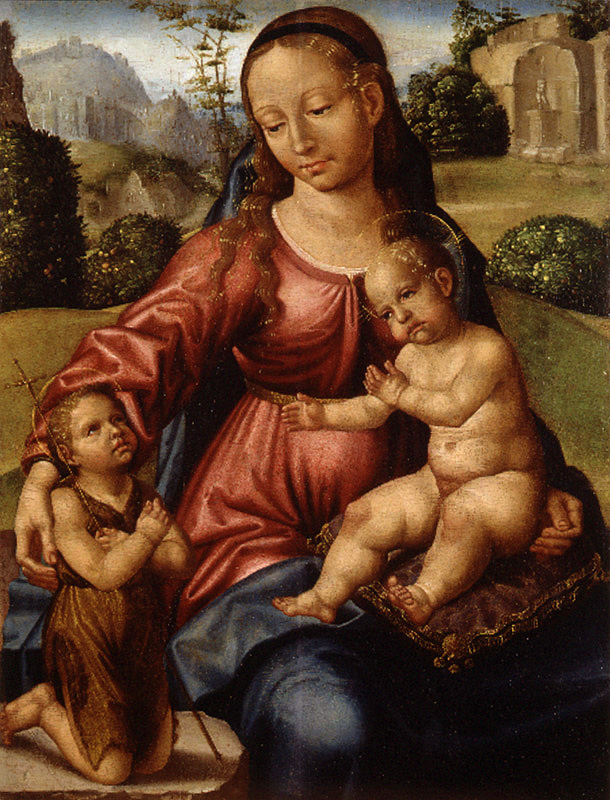
La Virgen con el Niño y san Juanito (c. 1510, Museo de Bellas Artes de Valencia).

Paolo de San Leocadio (Reggio Emilia, 10 de septiembre de 1447-Valencia, 1514) fue un pintor italiano que desarrolló la mayor parte de su obra en España y que se adscribe al denominado Renacimiento español.

## Vida y obra
Era hijo de Pietro Lazzaro da San Leocadio, y tuvo tres hermanos mayores: Stefano, Nicolò y Luca. Su último documento en Reggio Emilia es de 1458, cuando el artista tenía 11 años. Probablemente poco después se trasladó a Ferrara, donde se formó con los maestros Bono da Ferrara y Ercole de'Roberti (Ercole Ferrarese).
Quedó influido por las obras de Andrea Mantegna, Cosimo Tura y Francesco del Cossa. 
Viajó a España en compañía del cardenal Rodrigo Borja (quien luego sería papa con el nombre de Alejandro VI). Sus más importantes trabajos se documentan en Valencia, donde se constata su presencia desde 1472 hasta su fallecimiento. Se considera que fue uno de los primeros pintores que trajo a la península ibérica las novedades del Quattrocento italiano. 
De sus obras destacan el San Miguel Arcángel de la catedral de Orihuela y los frescos de la catedral de Valencia, situados sobre el altar mayor y descubiertos con ocasión de unas obras de restauración en 2004 detrás de una estructura barroca que los escondía. Estuvo realizando dicha obra durante nueve años, junto a Francesco Pagano. Los frescos representan distintas escenas bíblicas, descollando los que ilustran La vida de la Virgen, considerados una de las primeras muestras del Renacimiento en España, junto a una serie de Ángeles músicos. 

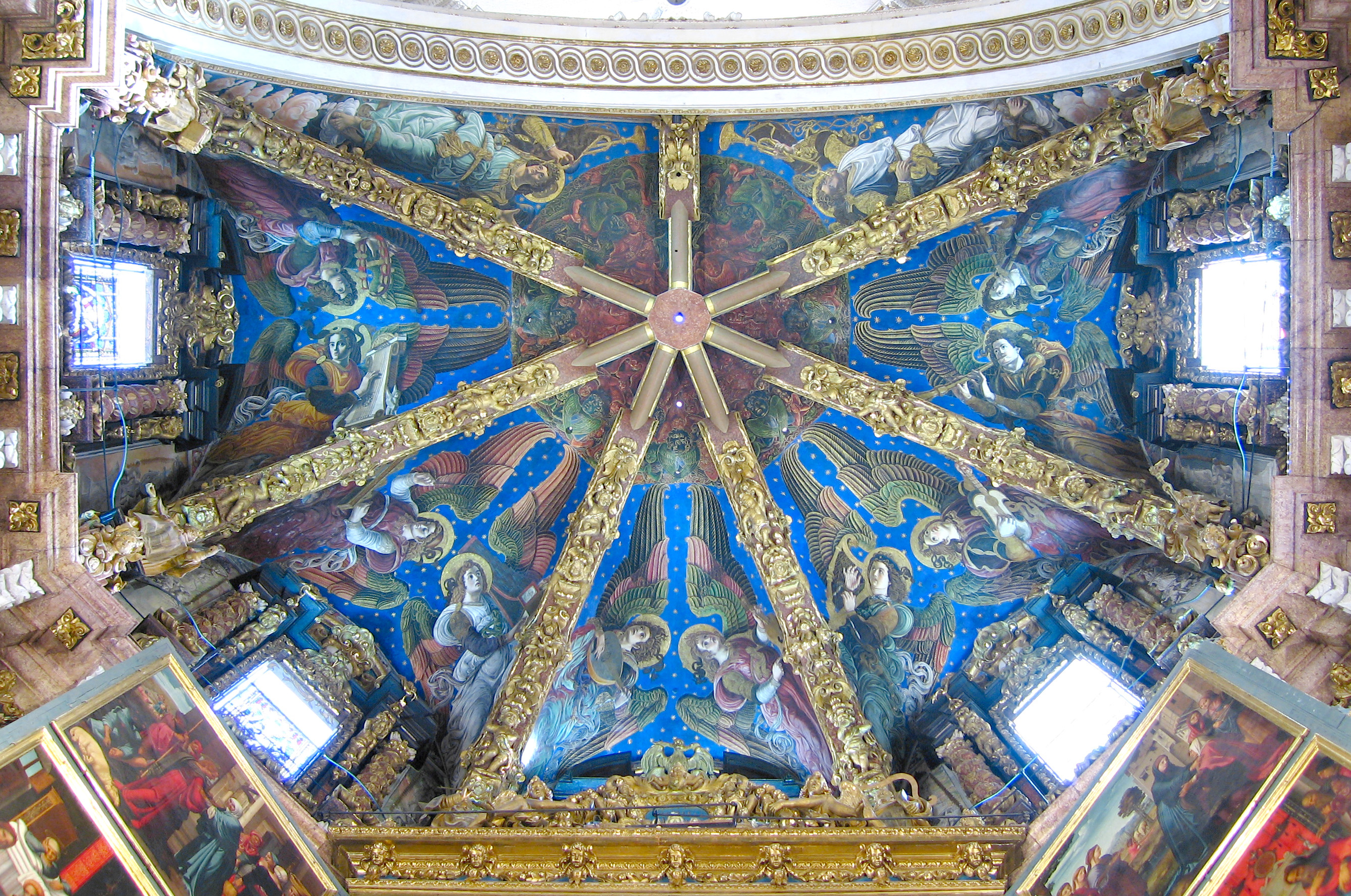
Cúpula de la catedral de Valencia, enmascarada durante siglos tras una falsa bóveda.

El descubrimiento de las obras de la catedral de Valencia replantea la recepción del Renacimiento en España, pues se consideraba que había existido un tránsito de influjos, desde Padua y Ferrara hasta Florencia, Milán y Roma, sin tener en cuenta el paso previo por Valencia. Del conjunto de pinturas que han sido conocidas desde el 22 de junio de 2004 en la catedral, parecen faltar sólo algunas que se dan por perdidas: una escena de los Apóstoles, La Última Cena y un Pantocrátor. La atribución a Paolo de San Leocadio de las pinturas se basa también en los documentos de contratación que figuran en un expediente completo en el archivo catedralicio.
El encargo de la obra por Rodrigo Borgia a Paolo de San Leocadio fue posible debido al incendio que se produjo en la catedral el 21 de mayo de 1469 y que destruyó por completo las pinturas de inicios del siglo XV y el retablo de plata.
En el Museo del Prado se conserva el cuadro Virgen del caballero de Montesa (c. 1475), que alcanzó notable fama a principios del siglo XX tras su compra mediante suscripción popular. El museo madrileño también guarda un Salvador y una Dolorosa de su mano, procedentes del legado Bosch, y en octubre de 2023 con ayuda de American friends of the Prado Museum se ha incorporado una Oración en el huerto, de mayores dimensiones que las tres anteriores. Obras suyas también se encuentran en el Museo de Bellas Artes San Pío V de Valencia —Virgen con el Niño Jesus y san Juan Bautista niño—. Este museo anunció en 2021 la adquisición de otra obra de San Leocadio Cristo portacruz, que se materializó en 2023. Y en el MNAC, donde se conserva un Lamento sobre el cuerpo de Cristo Muerto (c. 1507), posiblemente procedente del monasterio de Santa Clara de Gandía.
Desaparecidos los retablos y otras piezas hechos para la iglesia de Santa María en Castellón (incendiados a comienzos de la Guerra Civil) y la colegiata y el convento de Santa Clara en Gandía, sus obras mejor documentadas siguen siendo el retablo del Salvador (1495-1501) y seis de las tablas del retablo mayor (1513-1519) con escenas de la vida y leyenda del apóstol Santiago, destinados a la parroquia de Villarreal (Castellón), todavía conservados en el museo de la Iglesia arciprestal de esta ciudad. En buena parte de este retablo, que puede considerarse la última de sus obras, debió intervenir bajo su dirección su hijo Felipe Pablo.